# Žehňa
Žehňa (bis 1948 slowakisch „Žegňa“; ungarisch Zsegnye, hist. dt. Schegnia) ist eine Gemeinde im Osten der Slowakei mit 1399 Einwohnern (Stand 31. Dezember 2024) im Okres Prešov, einem Teil des Prešovský kraj und wird zur traditionellen Landschaft Šariš gezählt.

## Geographie

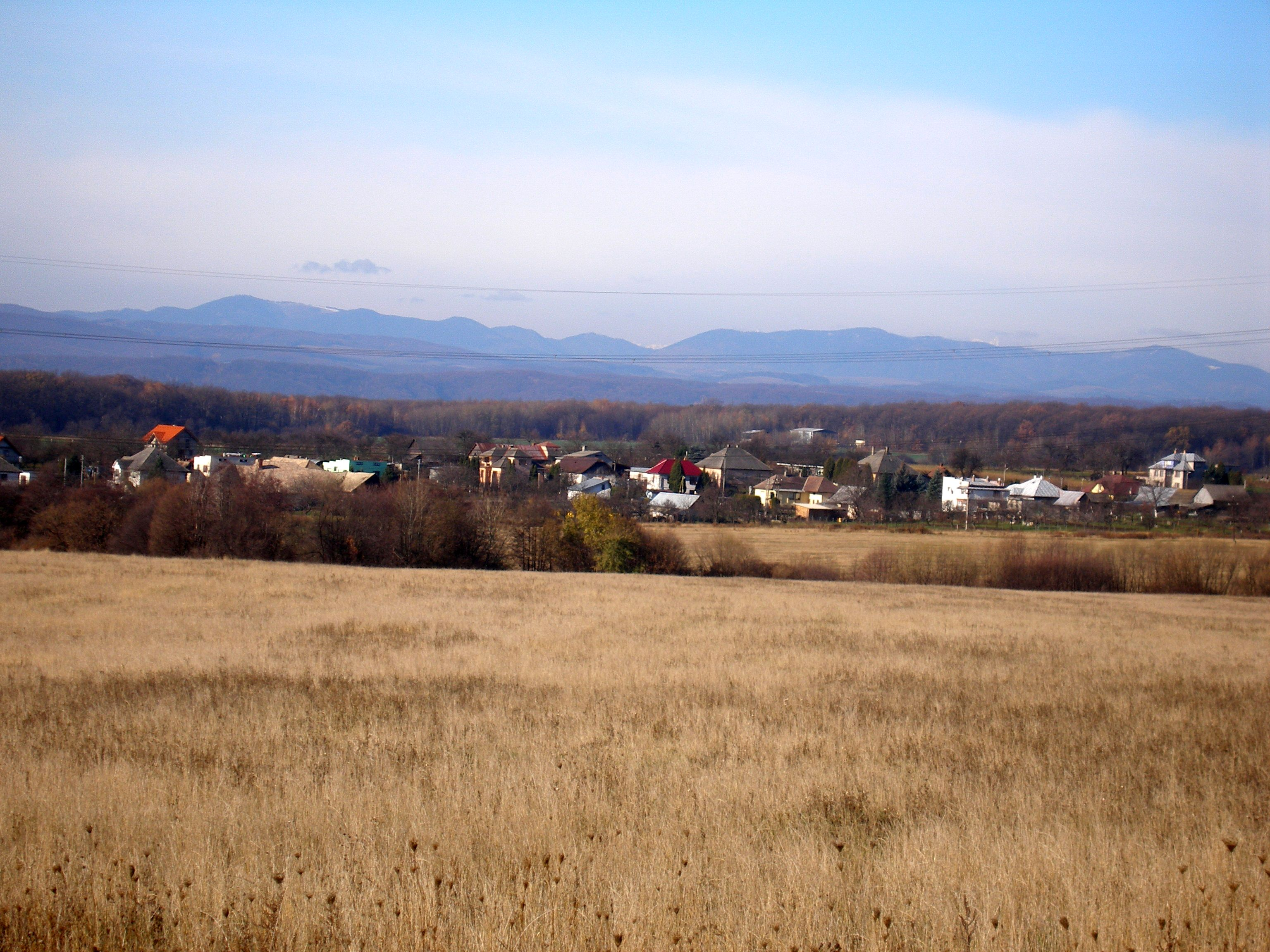
Blick auf Žehňa, mit dem Gebirge Slanské vrchy im Hintergrund

Die Gemeinde befindet sich am Westhang des Gebirges Slanské vrchy am Bach Balka. Das Ortszentrum liegt auf einer Höhe von 415 m n.m. und ist 15 Kilometer von Prešov entfernt.
Verwaltungstechnisch gliedert sich die Gemeinde in Gemeindeteile Dúbrava (1979 von Mirkovce ausgegliedert) und Žehňa.

## Geschichte
Der Ort wurde zum ersten Mal 1330 als Zegnia schriftlich erwähnt, die Anwesenheit der im 13. Jahrhundert gebauten Kirche weist auf eine frühere Existenz hin. 1427 war eine Steuer in Höhe von 19 Porta fällig. Das Dorf gehörte zu Nachkommen des Edelmanns Bodan, danach zu den Geschlechtern Segney sowie Kecer und Piller im 17. Jahrhundert. 1828 sind 34 Häuser und 342 Einwohner verzeichnet.
Bis 1918 gehörte der im Komitat Scharosch liegende Ort zum Königreich Ungarn und kam danach zur Tschechoslowakei bzw. heute Slowakei.

## Bevölkerung
| Jahr                | 1994 | 2004     | 2014     | 2024     |
| ------------------- | ---- | -------- | -------- | -------- |
| Anzahl der Personen | 674  | 859      | 1089     | 1399     |
| Unterschied         |      | +27,44 % | +26,77 % | +28,46 % |

| Jahr                | 2023 | 2024    |
| ------------------- | ---- | ------- |
| Anzahl der Personen | 1353 | 1399    |
| Unterschied         |      | +3,39 % |

Ergebnisse der Volkszählung 2001 (795 Einwohner):
| Nach Ethnie: - 97,99 % Slowaken - 1,89 % Roma | Nach Konfession: - 69,94 % römisch-katholisch - 20,25 % evangelisch - 5,79 % griechisch-katholisch - 3,02 % konfessionslos |

## Bauwerke

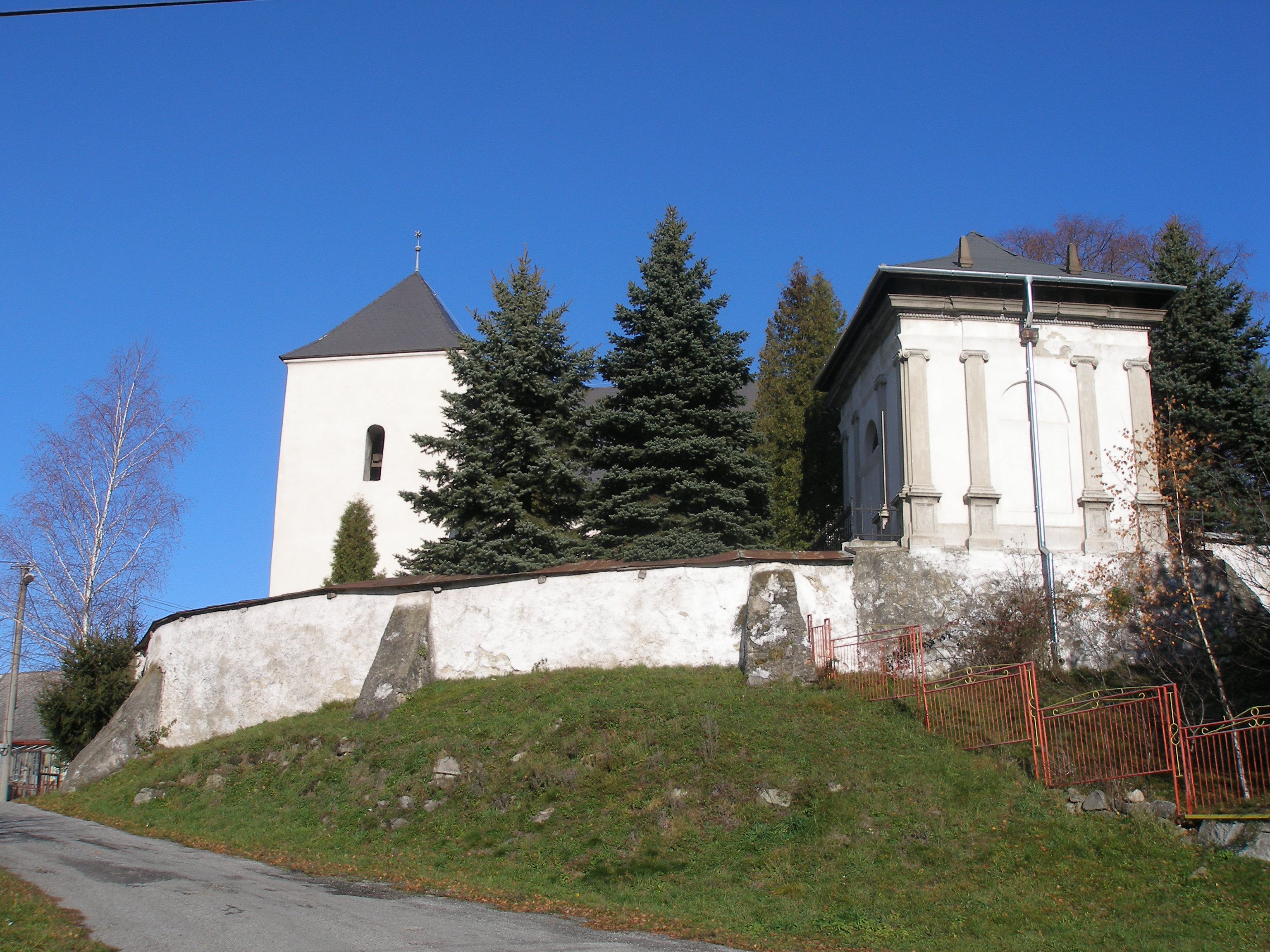
Evangelische Kirche und Krypta

- evangelische Kirche, ursprünglich im romanischen Stil im 13. Jahrhundert erbaut, der Turm wurde im 17. Jahrhundert angebaut
- Krypta aus dem 19. Jahrhundert im Neorenaissance-Stil